# 北田出井町
北田出井町（きたたでいちょう）は、大阪府堺市堺区にある地名。2024年現在の行政地名は北田出井町一丁から北田出井町三丁。住居表示は実施済。

## 地理
堺区の北東部に位置する。東は田出井町、西は南庄町・北向陽町、北は今池町、南は中田出井町に接する。西から順に一丁から三丁がある。

## 歴史

### 沿革
- 1932年（昭和7年）、堺市田出井町の一部より北田出井町成立。
- 1950年（昭和25年）、一部を今池町1 - 6丁に編入[6]。
- 2006年（平成18年）、堺市が政令指定都市に移行し、行政区を設置。北田出井町は堺区の所属となる。

## 世帯数と人口
2024年（令和6年）10月31日現在の世帯数と人口は以下の通りである。
| 丁             | 世帯数  | 人口  |
| -------------- | ------- | ----- |
| 北田出井町一丁 | 156世帯 | 284人 |
| 北田出井町二丁 | 88世帯  | 186人 |
| 北田出井町三丁 | 194世帯 | 410人 |
| 計             | 438世帯 | 880人 |

### 人口の変遷
国勢調査による人口の推移。
| 1995年（平成7年）  | 994人 | [ 7 ]  |  |
| 2000年（平成12年） | 966人 | [ 8 ]  |  |
| 2005年（平成17年） | 950人 | [ 9 ]  |  |
| 2010年（平成22年） | 878人 | [ 10 ] |  |
| 2015年（平成27年） | 892人 | [ 11 ] |  |
| 2020年（令和2年）  | 855人 | [ 12 ] |  |

### 世帯数の変遷
国勢調査による世帯数の推移。
| 1995年（平成7年）  | 345世帯 | [ 7 ]  |  |
| 2000年（平成12年） | 350世帯 | [ 8 ]  |  |
| 2005年（平成17年） | 367世帯 | [ 9 ]  |  |
| 2010年（平成22年） | 351世帯 | [ 10 ] |  |
| 2015年（平成27年） | 350世帯 | [ 11 ] |  |
| 2020年（令和2年）  | 347世帯 | [ 12 ] |  |

## 学区
市立小・中学校に通う場合、学区は以下の通りとなる。
| 丁             | 番   | 小学校             | 中学校             |
| -------------- | ---- | ------------------ | ------------------ |
| 北田出井町一丁 | 全域 | 堺市立三国丘小学校 | 堺市立三国丘中学校 |
| 北田出井町二丁 | 全域 | 堺市立三国丘小学校 | 堺市立三国丘中学校 |
| 北田出井町三丁 | 全域 | 堺市立三国丘小学校 | 堺市立三国丘中学校 |

## 事業所
2021年（令和3年）現在の経済センサス調査による事業所数と従業員数は以下の通りである。
| 丁                   | 事業所数 | 従業員数 |
| -------------------- | -------- | -------- |
| 北田出井町一丁       | 12事業所 | 54人     |
| 北田出井町二丁・三丁 | 11事業所 | 47人     |

## 郵便
- 郵便番号：590-0017[3]（集配局：堺郵便局[15]）。